# 八幡錦秀尾
八幡錦 秀尾（やはたにしき ひでお、1910年10月25日 - 没年不明）は、昭和時代の大相撲力士。若藤部屋→粂川部屋所属。本名は中村 秀尾。最高位は十両6枚目。

## 経歴
福岡県北九州市出身。若藤部屋に入門し（のち粂川部屋）、1930年10月初土俵を踏む。1937年5月十両に昇進。十両は5場所いたが新十両の場所で勝ち越しただけで（7勝6敗）あとはすべて負け越しに終わった。1940年5月全休し、そのまま廃業した。